# Susanna Nevala
Susanna Nevala (ur. 18 lutego 1975) – fińska biegaczka narciarska, zawodniczka klubu Vuokatti Kainuu.

## Kariera
Największe sukcesy w karierze Susanna Nevala osiągała w zawodach FIS Marathon Cup. W startach w tym cyklu dwukrotnie stawała na podium: 12 lutego 2006 roku była trzecia we francuskim maratonie Transjurassienne, ulegając jedynie dwóm Włoszkom: Annie Santer i Larze Peyrot, a 18 stycznia 2009 roku była najlepsza w austriackim Dolomitenlauf. W klasyfikacji generalnej najlepiej wypadła w sezonie 2008/2009, który ukończyła na szóstej pozycji. W Pucharze Świata zadebiutowała 26 listopada 2004 roku w Ruce, zajmując 83. miejsce w biegu na 10 km techniką dowolną. Nigdy nie zdobyła punktów Pucharu Świata i nigdy nie została uwzględniona w klasyfikacji generalnej. Nigdy też nie brała udziału w igrzyskach olimpijskich ani mistrzostwach świata. W 2011 roku zakończyła karierę.

## Osiągnięcia

### Puchar Świata

#### Miejsca w klasyfikacji generalnej
- sezon 2004/2005: -

#### Miejsca na podium
Nevala nigdy nie stała na podium zawodów PŚ.

### FIS Marathon Cup

#### Miejsca w klasyfikacji generalnej
- sezon 2005/2006: 12.
- sezon 2008/2009: 6.
- sezon 2009/2010: 64.

#### Miejsca na podium
| Nr | Dzień       | Rok  | Zawody           | Dystans               | Czas biegu  | Strata      | Pozycja | Zwyciężczyni |
| -- | ----------- | ---- | ---------------- | --------------------- | ----------- | ----------- | ------- | ------------ |
| 1. | 12 lutego   | 2006 | Transjurassienne | 76 km stylem dowolnym | 2:34:42,0 h | +3:45,0 min | 3.      | Anna Santer  |
| 2. | 18 stycznia | 2009 | Dolomitenlauf    | 60 km stylem dowolnym | 2:45:44,5 h | -           | 1.      | -            |